# Julus latzelii
Julus latzelii är en mångfotingart som beskrevs av Berlese 1884. Julus latzelii ingår i släktet Julus och familjen kejsardubbelfotingar. Inga underarter finns listade i Catalogue of Life.